# Quitanieves
Un quitanieves es un vehículo diseñado o adaptado para retirar la nieve de una vía transitable u otra zona.
Los vehículos quitanieves pueden ser un vehículo concebido únicamente para esa función o ser un vehículo como un camión, tractor, un todoterreno, entre otros, con una pala u otro sistema acoplado para desplazar la nieve o expulsarla.
Hay dos sistemas para quitar la nieve:
- apartándola con una pala;
- mediante una turbina que lanza la nieve lejos. Con nevadas de metros de espesor es el único sistema que se utiliza.

También se usan para despejar las vías ferroviarias trenes quitanieves especializados, como la Serie 300.
En los climas polares los quitanieves también son necesarios en las pistas de aterrizaje para que pueda aterrizar un avión de manera segura. En el caso de pistas improvisadas, se lanzan primero la máquina necesaria desde un avión por paracaídas y una vez preparada la superficie, los aviones pueden aterrizar y despegar.

## Galería

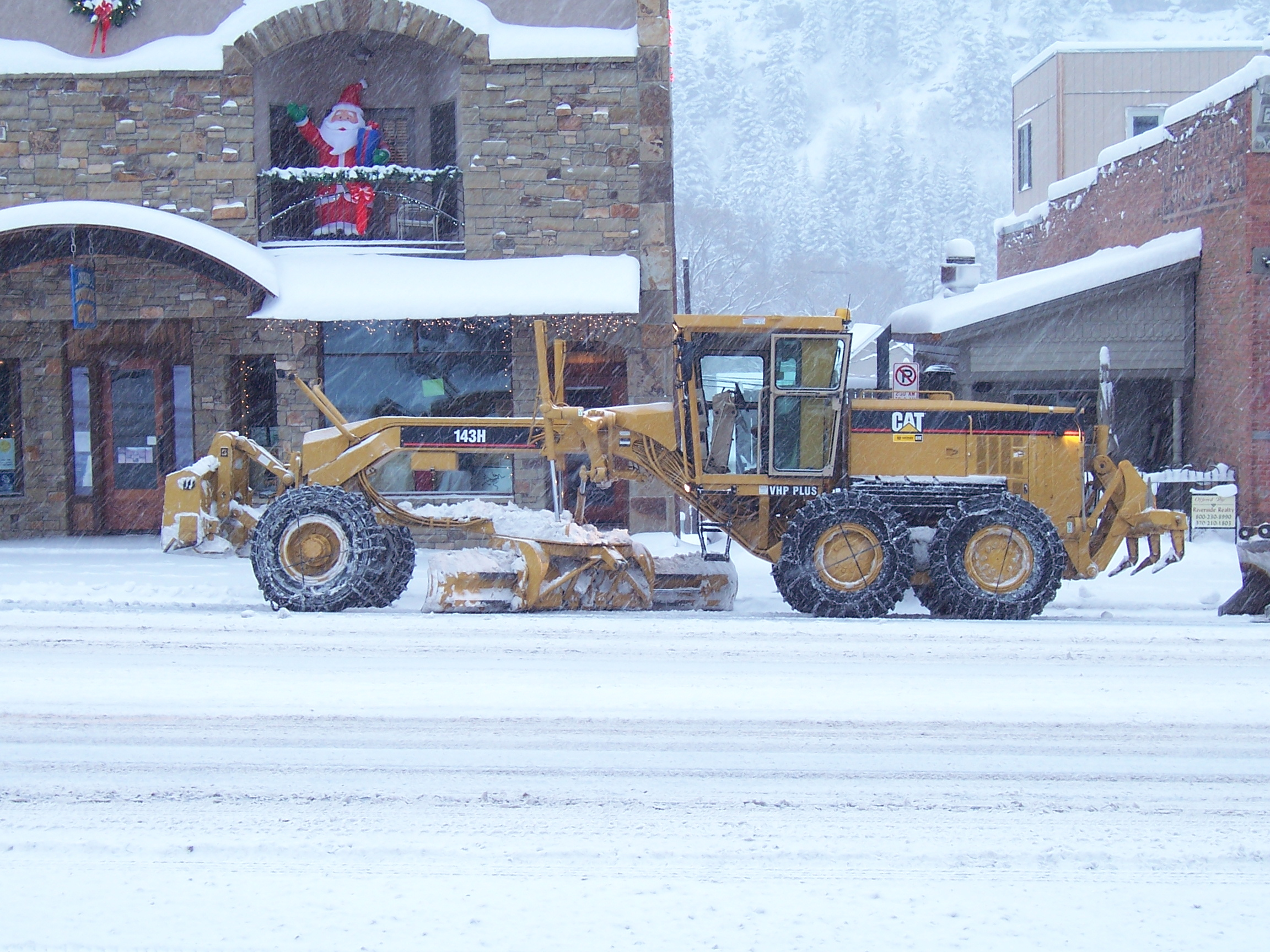
Quitanieves en motoniveladora.
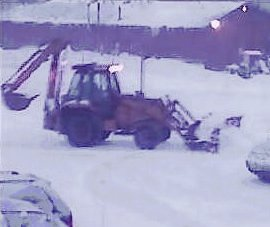
Excavadora equipada con una pieza especial quitanieves.
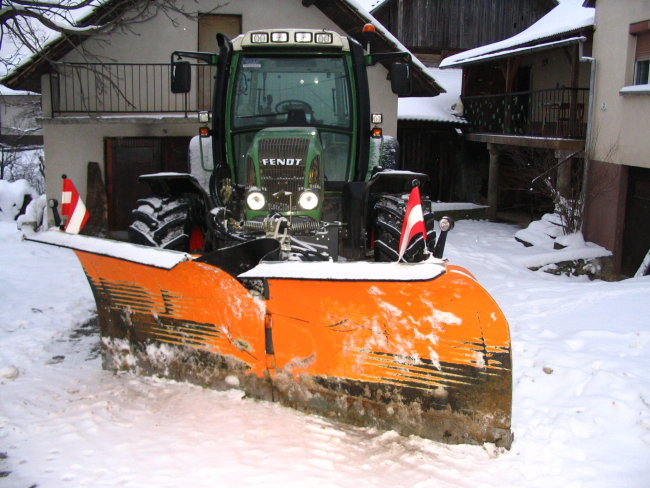
Pala unida a un tractor agrícola.
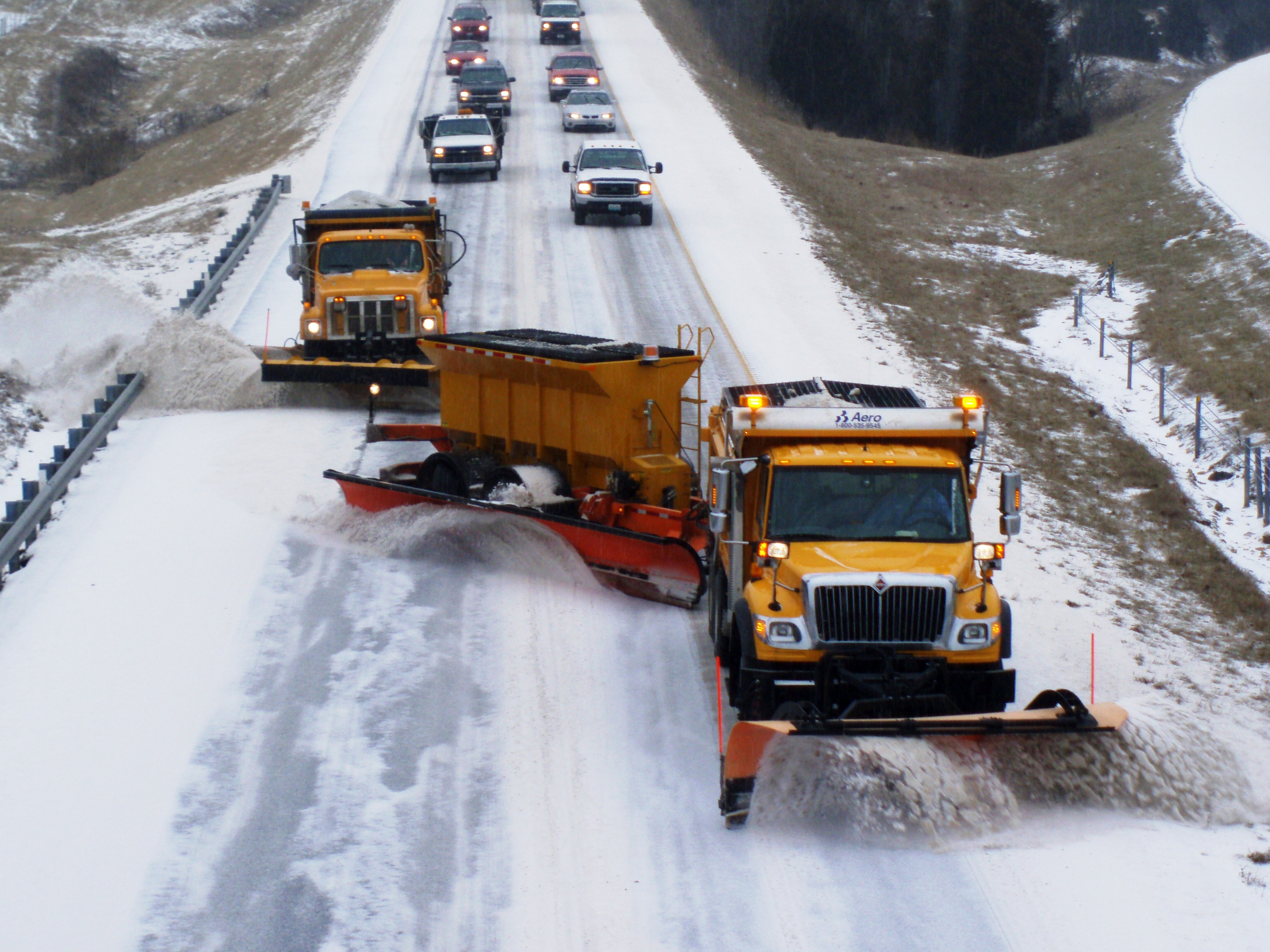
Camión quitanieves en una carretera rural.
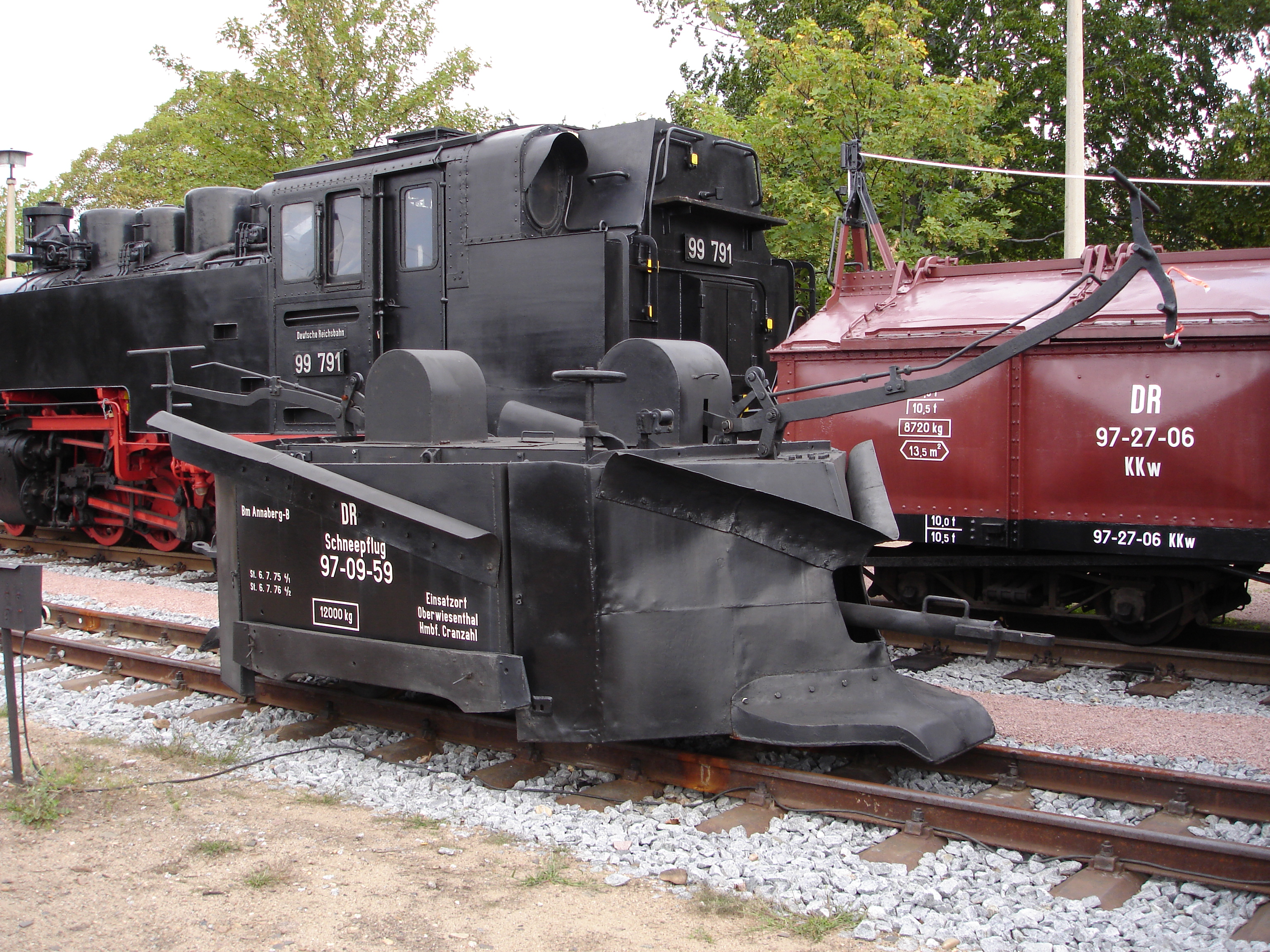
Quitanieves ferroviario en Sajonia, Alemania.
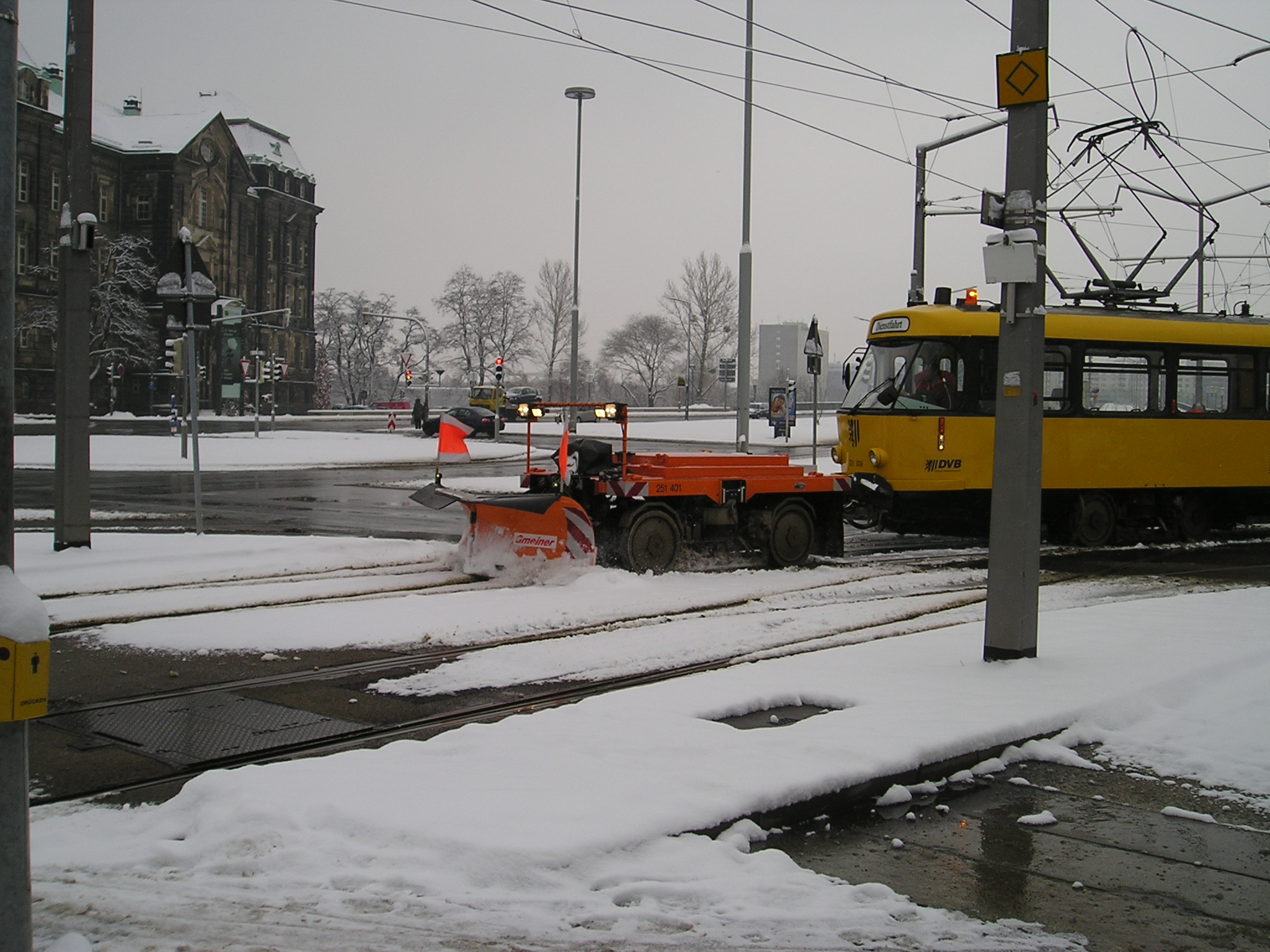
Quitanieves para tranvía en Dresde, Alemania.
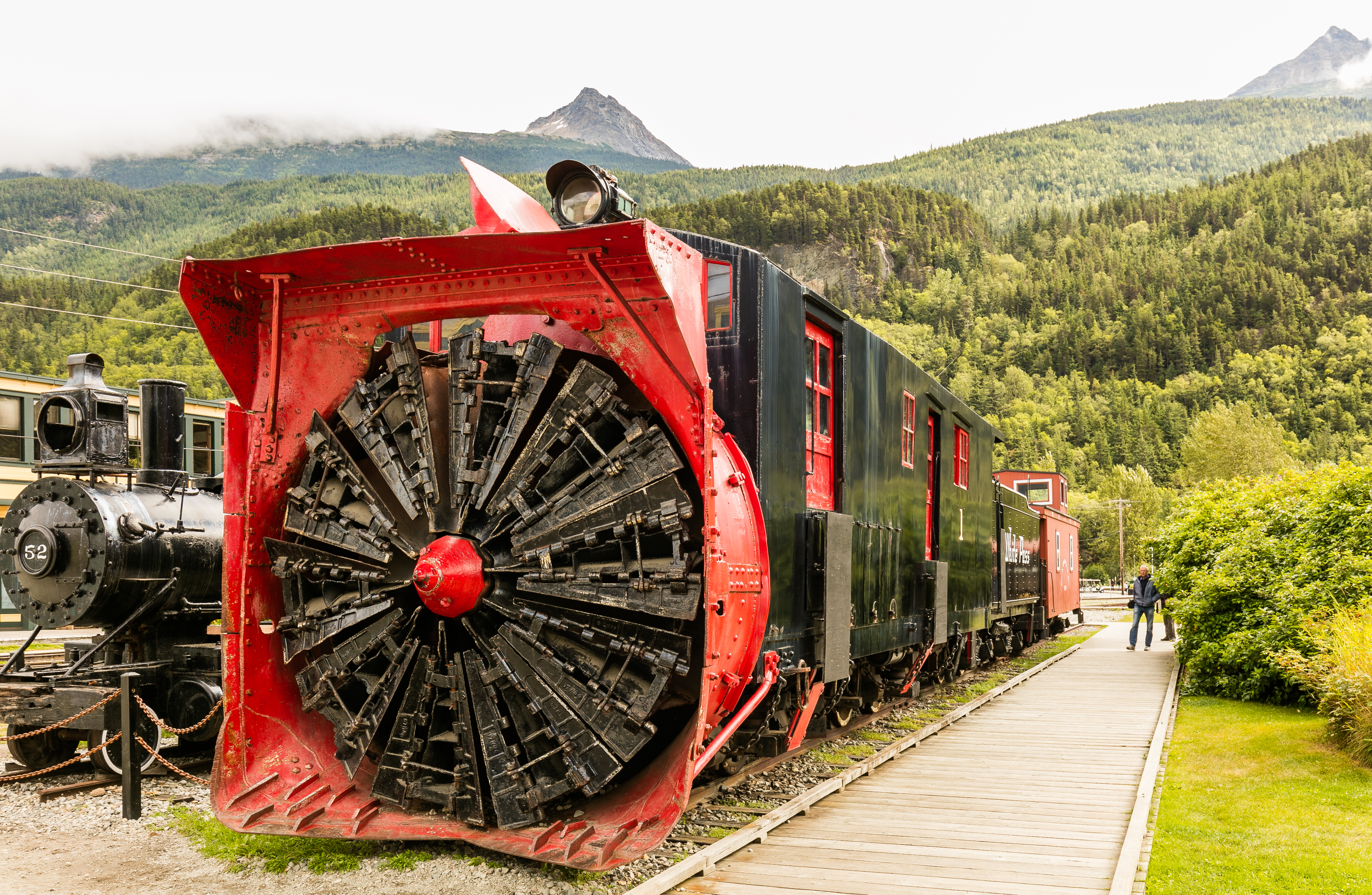
Quitanieves rotatorio ferroviario, Skagway, Alaska, Estados Unidos.